# 岛鸫
岛鸫（学名：Turdus poliocephalus），为鸫科鸫属的鸟类。分布于印度尼西亚、菲律宾、加里曼丹、斐济等地，多见于分布在海拔1100-3000米阔叶林中以及觅食于森林中上层部分。该物种有近50个亚种。